# Stanley Ritchie
Stanley Ritchie   (Austràlia, 1935) és un violinista estatunidenc d'origen australià.
Professor distingit a la "Jacobs School of Music" de la Universitat d'Indiana. El 1981 es va unir al Sydney String Quartet, juntament amb John Harding, Alexandru Todicescu i Nathan Waks.